# جولای وییوت
جولای وییوت (نام علمی: Ploceus nigerrimus) نام یک گونه از سرده جولاها است.